# Сан Джовани Ротондо
Сан Джова̀ни Рото̀ндо (на италиански: San Giovanni Rotondo) е град и община в Южна Италия, провинция Фоджа, регион Пулия. Разположен е на 662 m надморска височина. Населението на общината е 27 440 души (към 2013 г.).